# Ethyl bromide
Etyl bromide là một chất lỏng không màu, không tan trong nước nhưng tan trong xăng, ete,...

## Điều chế
Etyl bromide được điều chế bằng cách cho etilen phản ứng thế với khí hydro bromide:
H2C=CH2 + HBr → H3C-CH2Br
Etyl bromide không đắt và hiếm khi được điều chế trong phòng thí nghiệm. Việc tổng hợp trong phòng thí nghiệm bao gồm phản ứng của etanol với hỗn hợp hydrobromic và acid sulfuric.